# Jaxon Bowshire
Jaxon Bowshire (ur. 28 maja 2006 w North Adelaide) – australijski skoczek do wody, wicemistrz Oceanii, olimpijczyk z Paryża 2024.
Urodził się w North Adelaide. Mieszka w Adelajdzie.

## Wyniki
| Impreza                     | Rok  | Gospodarz      | wieża 10 m | wieża 10 m |
| Impreza                     | Rok  | Gospodarz      | ind.       | syn.       |
| --------------------------- | ---- | -------------- | ---------- | ---------- |
| Igrzyska olimpijskie        | 2024 | Paryż          | 16         | –          |
| Mistrzostwa świata          | 2024 | Doha           | 21         | –          |
| Mistrzostwa Oceanii         | 2023 | Brisbane       | 02 !       | –          |
| Mistrzostwa świata juniorów | 2024 | Rio de Janeiro | 8          | 5          |